# Elisabetta di Maiorca
Isabella o Elisabetta di Maiorca (1337 – Gallargues-le-Montueux, 1406 circa)  fu regina titolare di Maiorca, contessa titolare di Rossiglione e di Cerdagna dal 1375 alla sua morte. Inoltre fu marchesa consorte di Monferrato dal 1358 al 1372 e baronessa consorte di Reischach zu Jungnau dal 1375 circa alla sua morte. Fu infine baronessa di Lunel, dal 1376 circa alla sua morte.

## Origine
Era figlia secondogenita del re di Maiorca, conte di Rossiglione e di Cerdagna, signore di Montpellier e principe d'Acaia, Giacomo III il Temerario e della principessa di Aragona Costanza d'Aragona.

## Biografia
Dopo la morte del padre sopraggiunta durante la battaglia di Llucmajor (1349) fu fatta prigioniera da Pietro IV il Cerimonioso, re d' Aragona, insieme alla seconda moglie del padre e dunque regina madre, Violante de Villaragut ed a suo fratello Giacomo, che durante la battaglia di cui sopra era rimasto ferito. Furono condotti in Aragona e rinchiusi nel castello di Játiva. mentre Giacomo rimaneva a Jativa, Elisabetta e la matrigna furono relegate nel convento delle Clarisse di Valencia.
Mentre la matrigna venne liberata nel 1352, Elisabetta che da un documento dell'epoca pare fosse di alta statura (una donna de statura gigantesca) fu resa libera solo nel 1358, a patto che rinunciasse ad ogni rivendicazione sul regno di Maiorca e le contee pirenaiche..
Nel frattempo la matrigna, Violante de Villaragut, si era adoperata per trovare un marito ad Elisabetta,così, il 4 settembre 1358, a Montpellier, sposò il marchese del Monferrato, Giovanni II (1321-1372), figlio del marchese Teodoro I e di Argentina Spinola, figlia del signore di Genova Opicino Spinola.

Elisabetta, con la matrigna e il di lei marito, Otto von Braunschweig-Grubenhagen, si trasferirono in Monferrato.
Nel 1362, fu liberato anche il fratello, Giacomo IV.
Nel 1372, Elisabetta, rimasta vedova di Giovanni del Monferrato, si recò presso il fratello Giacomo IV, supportandolo nelle sue aspirazioni e, nel 1375, alla morte del fratello, gli subentrò come regina titolare di Maiorca e come contessa titolare di Rossiglione e di Cerdagna, ma il re d'Aragona, il cugino, Pietro IV il Cerimonioso continuò a negarle la restituzione dei feudi.
Tra il 1375 e il 1376, Elisabetta si risposò, segretamente, con il cavaliere tedesco Conrad von Reischach zu Jungnau, da cui si separò alcuni anni dopo.
Dopo la separazione dal secondo marito, Elisabetta visse in Francia, a Parigi, dove, nel 1379 circa, in cambio del castello di Gallargues e di una rendita annua, cedette a Luigi d'Angiò, tutti i suoi diritti sul regno di Maiorca e sulle contee di Rossiglione e di Cerdagna, oltre che sul principato di Acaia.
Morì nel suo castello di Gallargues, nel 1406, e benché per molti anni si fosse adoperata per rientrare in possesso del regno di Maiorca e delle contee, senza riuscire nell'intento, con lei si estinse la casa di Aragona-Maiorca e nessuno dei suoi sei figli reclamò più per l'usurpazione di Pietro il Cerimonioso.

## Discendenza
Elisabetta e Giovanni ebbero cinque figli:
- Ottone (ca. 1360 - 1378), detto Secondotto;
- Giovanni (1361 - 1381);
- Teodoro (1364 - 1418);
- Guglielmo (1365 - 1400);
- Margherita (c. 1365 - 1420), che sposò, nel 1375, il conte di Urgell, Pietro II di Urgell e il cui figlio, Giacomo II di Urgell, fu pretendente al trono di Aragona.

Elisabetta e Corrado ebbero un figlio:
- Michele von Reischach zu Jungnau, che visse accanto al padre.

## Ascendenza
|                        |                      |                             | Genitori                      |  |  | Nonni |  |  | Bisnonni              |  |  | Trisnonni           |  |
|                        |                      |                             |                               |  |  |       |  |  | Giacomo II di Maiorca |  |  | Giacomo I d'Aragona |  |
|                        |                      |                             |                               |  |  |       |  |  | Giacomo II di Maiorca |  |  | Giacomo I d'Aragona |  |
|                        |                      | Iolanda d'Ungheria          |                               |  |  |       |  |  | Giacomo II di Maiorca |  |  |                     |  |
| Ferdinando d'Aragona   |                      |                             |                               |  |  |       |  |  | Giacomo II di Maiorca |  |  |                     |  |
|                        |                      | Esclarmonde di Foix         | Ruggero IV di Foix            |  |  |       |  |  |                       |  |  |                     |  |
|                        |                      | Esclarmonde di Foix         | Ruggero IV di Foix            |  |  |       |  |  |                       |  |  |                     |  |
|                        |                      | Esclarmonde di Foix         | Brunisenda di Cardona         |  |  |       |  |  |                       |  |  |                     |  |
| Giacomo III di Maiorca |                      | Esclarmonde di Foix         |                               |  |  |       |  |  |                       |  |  |                     |  |
|                        |                      | Isnardo di Sabran           | Ermengaud II di Sabran        |  |  |       |  |  |                       |  |  |                     |  |
|                        |                      | Isnardo di Sabran           | Ermengaud II di Sabran        |  |  |       |  |  |                       |  |  |                     |  |
|                        |                      | Isnardo di Sabran           | Laudune d'Albe                |  |  |       |  |  |                       |  |  |                     |  |
| Isabella di Sabran     |                      | Isnardo di Sabran           |                               |  |  |       |  |  |                       |  |  |                     |  |
|                        |                      | Margherita di Villehardouin | Guglielmo II di Villehardouin |  |  |       |  |  |                       |  |  |                     |  |
|                        |                      | Margherita di Villehardouin | Guglielmo II di Villehardouin |  |  |       |  |  |                       |  |  |                     |  |
|                        |                      | Margherita di Villehardouin | Anna Comnena Ducas            |  |  |       |  |  |                       |  |  |                     |  |
| Elisabetta di Maiorca  |                      | Margherita di Villehardouin |                               |  |  |       |  |  |                       |  |  |                     |  |
|                        | Giacomo II d'Aragona | Pietro III d'Aragona        |                               |  |  |       |  |  |                       |  |  |                     |  |
|                        | Giacomo II d'Aragona | Pietro III d'Aragona        |                               |  |  |       |  |  |                       |  |  |                     |  |
|                        | Giacomo II d'Aragona | Costanza II di Sicilia      |                               |  |  |       |  |  |                       |  |  |                     |  |
| Alfonso IV d'Aragona   | Giacomo II d'Aragona |                             |                               |  |  |       |  |  |                       |  |  |                     |  |
|                        |                      | Bianca di Napoli            | Carlo II di Napoli            |  |  |       |  |  |                       |  |  |                     |  |
|                        |                      | Bianca di Napoli            | Carlo II di Napoli            |  |  |       |  |  |                       |  |  |                     |  |
|                        |                      | Bianca di Napoli            | Maria d'Ungheria              |  |  |       |  |  |                       |  |  |                     |  |
| Costanza d'Aragona     |                      | Bianca di Napoli            |                               |  |  |       |  |  |                       |  |  |                     |  |
|                        |                      | Gombaldo di Entenza         | Bernardo Guglielmo di Entenza |  |  |       |  |  |                       |  |  |                     |  |
|                        |                      | Gombaldo di Entenza         | Bernardo Guglielmo di Entenza |  |  |       |  |  |                       |  |  |                     |  |
|                        |                      | Gombaldo di Entenza         | …                             |  |  |       |  |  |                       |  |  |                     |  |
| Teresa di Entenza      |                      | Gombaldo di Entenza         |                               |  |  |       |  |  |                       |  |  |                     |  |
|                        |                      | Costanza di Antillòn        | Sancho di Antillòn            |  |  |       |  |  |                       |  |  |                     |  |
|                        |                      | Costanza di Antillòn        | Sancho di Antillòn            |  |  |       |  |  |                       |  |  |                     |  |
|                        |                      | Costanza di Antillòn        | Eleonora di Cabrera-Urgell    |  |  |       |  |  |                       |  |  |                     |  |
|                        |                      | Costanza di Antillòn        |                               |  |  |       |  |  |                       |  |  |                     |  |